# Tally Brown, New York
Tally Brown, New York ist ein Dokumentarfilm von Rosa von Praunheim aus dem Jahr 1979 über die New Yorker Underground-Künstlerin Tally Brown.

## Inhalt
Ein außergewöhnliches Porträt einer außergewöhnlichen Frau, der Sängerin und Schauspielerin Tally Brown, und ihrer Welt, die New York City ist, oder zumindest dem Geist der dort ansässigen Underground-Szene entspricht. Tally Brown, eine Frau mit einer erstaunlichen Stimme und einem dramatischen Stil. Der Filmemacher ermöglicht einen intimen Einblick in ihr Leben und ihre Gedanken. Es geht um Browns Karriere und ihre Freundschaften mit Stars wie Andy Warhol, Divine und Holly Woodlawn. Der Film hat das Charisma und die hypnotisierende, elektrisierende Präsenz der Künstlerin eingefangen, aber auch ein besonderes New Yorker Milieu der 1970er Jahre, das durch atmosphärische Szenen rund um Brown, zum Beispiel im legendären Chelsea Hotel, plastisch gemacht wird.

## Notizen
Der TV- und Kinofilm wurde vom WDR co-produziert.
Tally Brown, New York wurde 1979 mit dem Deutschen Filmpreis ausgezeichnet und erfuhr eine internationale Auswertung. Der Film wurde unter anderem 1979 an der Universität Kalifornien in Berkeley, im Museum of Modern Art in New York City und beim Chicago International Film Festival gezeigt sowie 1987 beim Internationalen Filmfestival von São Paulo und 2015 in der Tate Gallery of Modern Art in London aufgeführt.
Tally Brown gehörte zu den Warhol-Superstars.

## Rezeption
Der Film löste regelrecht Begeisterung bei den Filmkritikern aus: „In seiner Art ist Tally Brown, New York der beste Dokumentarfilm über New York seit Chantal Akermans News From Home“, schrieb die Village Voice, und befand, der Film sei ein Muss für alle, die sich für Performance und die Kulturgeschichte des New York der 70er Jahre interessieren. Die Regisseurin und Schriftstellerin Doris Dörrie fasste die Begeisterung der Filmkritik und des Publikums so zusammen: „Die Kritiker der Kinoaufführungen von 1979 registrierten, wie gut es ihrem Publikum tut, dieser fetten, häßlichen, kranken, aber ungeheuer starken Frau zuzuhören, die mit ihrer Arbeit Anteil an der Verzweiflung der anderen nimmt.“ Der Filmdienst resümierte: „Ein ungemein lebendiger Film, geprägt von der Spontanität seiner Hauptfigur.“ Auch der Regisseur wurde explizit gelobt: „Nicht irgendein Filmemacher dokumentierte diese bemerkenswerte, charismatische und völlig originelle Frau, sondern die queere Ikone des Neuen Deutschen Films, Rosa von Praunheim“, schrieb der Filmkritiker Graham Russell. Sein Kollege Rudolf Thome ergänzte: „Rosa von Praunheim ist einer der aufregendsten deutschen Filmemacher.“

## Auszeichnungen
- 1979: Deutscher Filmpreis – Bester Dokumentarfilm
- 1979: Nominierung für den Gold Hugo beim Chicago International Film Festival[14]